# Nanni Fabbri
Nanni Fabbri (eigentlich Giovanni Fabbri, * 15. August 1941 in Rom; † 1. Mai 2014 ebenda) war ein italienischer Fernseh- und Theaterregisseur.

## Leben
Fabbri, Sohn des Komödienautors Diego Fabbri, wirkte zwischen 1963 und 1973 bei zahlreichen Filmen als Regieassistent für u. a. Duccio Tessari und Dino Risi. 1974 inszenierte er erstmals selbst; für das Fernsehen, wie hinkünftig alle seine Filme, entstand nach einer Vorlage seines Vaters Drimage. Viele erfolgreiche Werke entstanden bis 1993, darunter auch ie Fernsehserie Don Fiumino; zwei seiner Filme erhielten auch Kinoeinsätze: 1983 Tentativo di corruzione und 1991 Processo di famiglia.
Ab Mitte der 1990er Jahre wandte sich Fabbri der Theaterregie zu und inszenierte u. a. im „Teatro della Pergola“ in Florenz, für das „Teatro A. Rendano“ und am „Teatro Italia“ in Rom.

## Filmografie (Auswahl von Fernsehfilmen)
- 1974: Drimage
- 1983: Tentativo di corruzione
- 1991: Processo di famiglia
- 1993: Don Fiumino (Serie)